# European Physical Journal E
The European Physical Journal E: Soft Matter is een internationaal, aan collegiale toetsing onderworpen wetenschappelijk tijdschrift op het gebied van de natuurkunde. De naam wordt in literatuurverwijzingen meestal afgekort tot Eur. Phys. J. E Soft. Matter.
Het wordt uitgegeven door de Società italiana di fisica en verschijnt maandelijks.
Het eerste nummer verscheen in 2000.